# Margrete Auken
Pour les articles homonymes, voir Auken.
Margrete Auken, née le 6 janvier 1945 à Aarhus, est une femme politique danoise, membre du Parti populaire socialiste (SF). Elle est députée européenne de 2004 à 2024.

## Biographie
Margrete Auken est diplômée en théologie de l'université de Copenhague en 1971. Pendant ses études, elle est membre du conseil étudiant de l'université de 1963 à 1965. Elle est ensuite pasteure de la paroisse de Frederiksberg au sein de l’Église (luthérienne) du Danemark à partir de 1972.
Engagée au sein du Parti populaire socialiste, elle est candidate aux élections législatives pour le mouvement à plusieurs reprises à partir des années 1970. Lors des élections de 1977, elle ne remporte pas de siège au Folketing mais devient la première suppléante de son parti dans sa circonscription. À ce titre, elle siège comme députée à titre intérimaire pendant un mois en 1978.
Elle est élue députée de plein exercice au Folketing pour la première fois lors des élections législatives de 1979. Elle est ensuite réélue à quatre reprises, en 1981, 1984, 1987 et 10 mai 1988. De 1982 à 1990, elle est membre du conseil nordique.
Candidate à sa réélection lors des élections législatives de 1990, elle échoue à remporter un sixième mandat. Elle fait son retour au Folketing à l'occasion des élections de 1994. Elle devient alors vice-président du Folketing, un rôle qu'elle conserve jusqu'en 2004.
Elle est la tête de liste de son parti pour les élections européennes de 2004. Sa liste remporte 8,0 % des suffrages et elle est élue députée européenne. Après le scrutin, elle décide de siéger au sein du groupe des Verts/Alliance libre européenne, créant ainsi une polémique au sein de son parti ; les députés européens du Parti socialiste populaire siégeant jusque-là avec la gauche unitaire européenne.
Elle candidate à sa réélection lors des élections européennes de 2009, de nouveau comme tête de liste. Elle remporte alors 15,9 % des suffrages et deux sièges, le meilleur résultat de l'histoire du parti. Après le scrutin, elle siège au sein de la commission des pétitions et devient, à partir de juin 2010, vice-présidente de la délégation pour les relations avec le Conseil législatif palestinien.
Lors des élections européennes de 2014, sa liste remporte 11,0 % des suffrages et perd un de ses deux sièges au Parlement européen. Après les élections, elle conserve son siège au sein de la commission des pétitions et son poste de vice-présidente de la délégation pour les relations avec la Palestine, et devient également membre de la commission de l'environnement, de la santé publique et de la sécurité alimentaire.
En octobre 2018, elle est désignée pour la quatrième fois tête de liste de son parti aux élections européennes. Lors du scrutin du 26 mai 2019, sa liste remporte 13,2 % des suffrages et retrouve un second siège au Parlement européen.  Après l'élection, elle conserve sa vice-présidence de la délégation pour les relations avec la Palestine et continue de siéger dans les deux mêmes commissions que dans la législature précédente.
En avril 2023, elle annonce qu'elle ne se représentera pour un nouveau mandat lors des élections européennes de 2024, et quittera alors la vie politique.